# Talon (architecture)
Pour les articles homonymes, voir Talon.
 (janvier 2025).
Si vous disposez d'ouvrages ou d'articles de référence ou si vous connaissez des sites web de qualité traitant du thème abordé ici, merci de compléter l'article en donnant les références utiles à sa vérifiabilité et en les liant à la section « Notes et références ».
En architecture, le talon ou cymatium est un type de moulure. Il existe également le talon renversé.

## Description
Le talon est une moulure formée de deux arcs de cercle, un arc convexe superposé à un arc concave, le premier placé à la partie supérieure débordante d'une moulure, le second en partie inférieure, formant un S inversé biais vertical. 

## Talon renversé
Le talon renversé ou doucine a une disposition symétrique du creux placé en partie supérieure, du quart de boudin placé à la partie inférieure débordante, formant un S biais vertical.

## Exemples

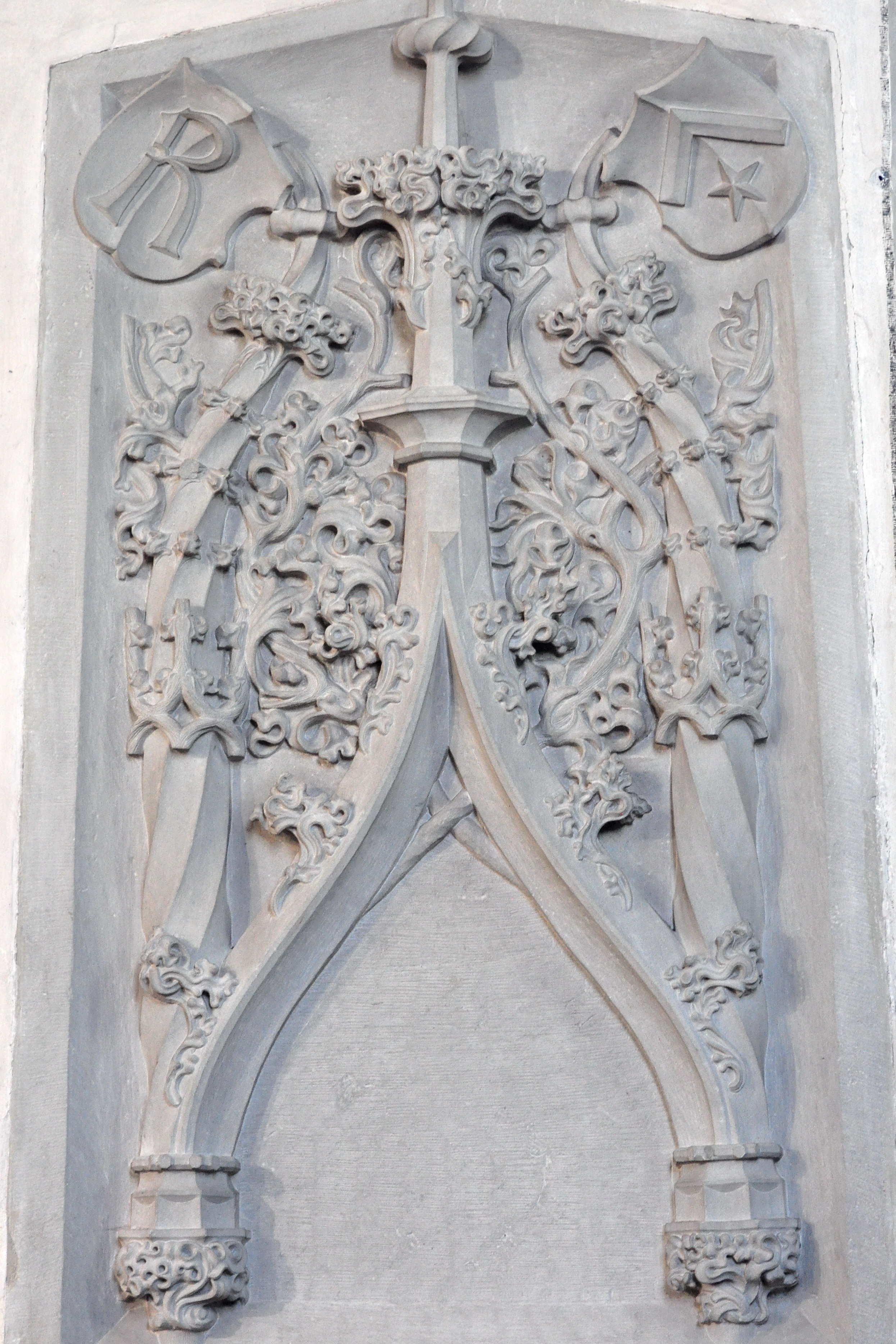
Arc infléchi ou à contre-courbures : arc formé de deux talons tangents par leur sommet.
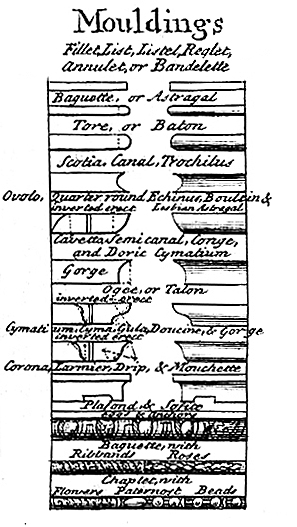
Talons droit et renversé (appelés ogee en anglais).